# Багдадські зустрічі
«Багдадські зустрічі» (англ. They Came to Baghdad) — детективний роман англійської письменниці Агати Крісті. Вперше вийшов у Великій Британії у видавництві «Collins Crime Club» 5 березня 1951 і у США у видавництві «Dodd, Mead and Company» пізніше того ж року.
До написання цією книги Агату Крісті спонукали поїздки у Багдад зі своїм другим чоловіком, археологом Максом Малованом. Це один з небагатьох романів Крісті, що належить до жанру шпигунської драми.

## Сюжет
Секретний саміт наддержав відбудеться в Багдаді, але він вже не секретний, і темні фашистські групи вступають у змову з метою саботажу події. Все стає складніше, коли цікавість молодої туристки Вікторії Джонс виявляє таємницю вмираючого британського агента Генрі «Fakir» Кармайкла, у своєму готельному номері, його останні слова — «Люцифер … Басри … Лафардж» — спонукали її до розслідування. «Люцифер» — натхненник, коханця Вікторії Едвард, що стоїть за сюжетом. «Басра» — місце, де деякі документи були передані для певних людей. «Лафардж» виявився, «Дефаржом»- це ключ до того, де вище зазначені документи можуть бути знайдені.
Цікаве порівняння може бути зроблене між романтикою теми цього роману і романом Людина у коричневому костюмі, який також переважно пригодницький роман. У цій книзі захопливий, таємничий молодий чоловік, який потрапляє в кімнату героїні, стає романтичним героєм…